# Floreat Beach
Floreat Beach är en strand i Australien. Den ligger i delstaten Western Australia, omkring 10 kilometer väster om delstatshuvudstaden Perth.
Runt Floreat Beach är det i huvudsak tätbebyggt. Runt Floreat Beach är det mycket tätbefolkat, med 2 103 invånare per kvadratkilometer. Genomsnittlig årsnederbörd är 820 millimeter. Den regnigaste månaden är juli, med i genomsnitt 142 mm nederbörd, och den torraste är januari, med 11 mm nederbörd.